# EW Девы
EW Девы (лат. EW Virginis) — тройная звезда в созвездии Девы на расстоянии (вычисленном из значения параллакса) приблизительно 1264 световых лет (около 388 парсек) от Солнца.
Переменность открыта Н. Р. Стоуксом в 1971 году*.

## Характеристики
Первый компонент (HD 124989Aa) — красный гигант, пульсирующая полуправильная переменная звезда типа SRB (SRB) спектрального класса M6III, или Mb. Визуальная звёздная величина звезды — от +9,31m до +9,16m. Эффективная температура — около 3296 K.
Второй компонент (HD 124989Ab). Визуальная звёздная величина звезды — +9,85m. Удалён на 0,4 угловой секунды.
Третий компонент (UCAC4 368-067260) — жёлто-белая звезда спектрального класса F6V. Визуальная звёздная величина звезды — +10,8m. Радиус — около 4,64 солнечного, светимость — около 12,117 солнечной. Эффективная температура — около 5000 K. Удалён на 5,2 угловой секунды.